# Хамилтън (Бермудски острови)
Вижте пояснителната страница за други значения на Хамилтън.
Хамилтън (на английски: Hamilton) е административен център на задморската територия на Великобритания, Бермудски острови.
Основан е през 1790 г. Наречен е на губернатора на острова през периода 1778 – 1794 г. сър Хенри Хамилтън.
Официално населението му е 969 души, но се смята, че жителите на града надхвърлят 1500 души.
Географските проучвания са установили, че гр. Пърт, Австралия е пълен антипод на гр. Хамилтън.